# Leptogenys anitae
Leptogenys anitae es una especie de hormiga del género Leptogenys, subfamilia Ponerinae.

## Taxonomía
Esta especie fue descrita científicamente por Auguste Forel en 1915.